# Regno di Gerusalemme
Il regno di Gerusalemme era uno degli Stati crociati costituiti nel Vicino Oriente in seguito alla prima crociata nel 1099. La caduta di San Giovanni d'Acri, nel 1291, ne decretò l'estinzione.

## Costituzione
Il regno fu creato in seguito alla presa di Gerusalemme da parte dei crociati nel 1099, all'apice del primo conflitto. Goffredo di Buglione, uno dei capi della spedizione, fu scelto come primo re, ma rifiutò, affermando che nessun uomo avrebbe dovuto ricevere una corona dove Cristo aveva indossato la sua corona di spine, accettando invece la carica di Advocatus Sancti Sepulcri, "difensore (laico) del Santo Sepolcro". Goffredo morì l'anno seguente, e gli succedette il fratello Baldovino I, il quale non si fece gli stessi scrupoli del fratello e si fece  incoronare re di Gerusalemme.
Baldovino ebbe successo nel tentativo di espandere i domini del regno, occupando i porti di San Giovanni d'Acri, Sidone e Beirut, e in breve tempo il Regno estese la propria sovranità sugli altri Stati crociati a nord: la contea d'Edessa, che lo stesso re aveva precedentemente creato, il principato d'Antiochia, e la contea di Tripoli. Egli trasse vantaggio dall'incremento numerico dell'elemento latino e germanico, dato che la crociata minore del 1101 aveva comportato non esigui rinforzi, malgrado il suo fallimento militare, e agì per dare alla Città Santa un suo Patriarca latino.
Anche le repubbliche marinare di Venezia, Pisa e Genova svolsero un ruolo sempre più importante per il regno, contribuendo alla conquista delle città portuali e guadagnando preziose enclavi orientali, dotate di veri e propri quartieri commerciali.
Baldovino morì senza eredi nel 1118, e gli succedette suo cugino, Baldovino II, da lui fatto conte di Edessa in occasione della sua nomina. Il nuovo monarca era un buon condottiero, e nonostante fosse stato imprigionato numerose volte dai Selgiuchidi turchi, i confini dei suoi domini continuarono a espandersi, anche con la conquista dell'importante porto di Tiro nel 1124.

## Vita nel regno
Il regno era retto essenzialmente dall'aristocrazia crociata che presto si era imparentata con famiglie nobili locali di stirpe siriaco-cristiana e armena. Le nuove generazioni di sudditi cominciarono a sentirsi più nativi che immigrati, e ragionavano e si comportavano ormai come orientali (siriani). Spesso imparavano il greco, l'arabo e altre lingue, e sposavano donne greche o armene. Come scriveva lo storico Fulcherio di Chartres, "coloro che prima erano occidentali ora sono diventati orientali".
Il regno aveva una struttura feudale come gli Stati europei contemporanei, ma con importanti differenze. Prima di tutto si estendeva su una piccola superficie, con poca terra coltivabile; fin dai tempi antichi l'area aveva un'economia urbana, a differenza dell'Europa medioevale e la nobiltà, nonostante possedesse le terre, preferiva risiedere a Gerusalemme o in altre città. 

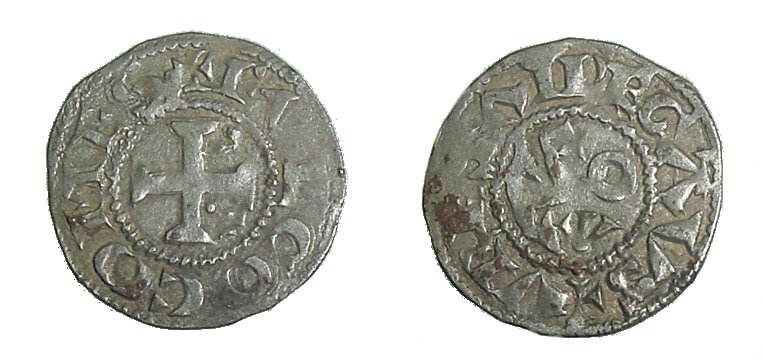
Moneta di Folco e Melisenda

Moneta di Baldovino III

Come in Europa, i nobili avevano loro vassalli, e loro stessi erano sottoposti al re. Ma la distribuzione della produzione agricola era regolata dall'equivalente musulmano del sistema feudale (iqṭāʿ), che non era stato modificato dai crociati. I musulmani, come anche gli ebrei e gli ortodossi, continuarono la loro vita nelle campagne esattamente come prima. Il rais, a capo della comunità, era in pratica un subordinato del proprietario della terra su cui si trovava ma, data la frequente assenza dei nobili cristiani, godevano di una certa autonomia. Essi si occupavano della coltivazione e ne consegnavano i prodotti ai crociati come i servi della gleba europei, ma non avevano obblighi militari. Anche le repubbliche marinare italiane, nonostante occupassero parte delle città portuali, non avevano obblighi di questo tipo. L'esercito del reame rimase così sempre ridotto, composto quasi esclusivamente col contributo delle famiglie franche.
Inoltre avevano un notevole peso le città marinare italiane, su cui si imperniavano i commerci, grazie alle agevolazioni concesse in cambio degli aiuti militari, che permisero la fondazione di vere e proprie colonie commerciali.

La composizione urbana dell'area, unita alla presenza dei mercanti italiani, favorì lo sviluppo di un'economia molto più commerciale che agricola. La Palestina era sempre stata un crocevia per le rotte commerciali, e ora assunse importanza anche per l'Europa. I beni europei, come i prodotti tessili del nord, arrivavano nel Vicino, Medio ed Estremo Oriente, mentre quelli orientali percorrevano la strada inversa.
Per di più furono una caratteristica originalmente gerosolimitana gli ordini religioso-militari, vere e proprie comunità di regola, ispirata a quella dei canonici agostiniani che poi si adattò più ai principi benedettini con la funzione anche militare di presidiare le strade e difendere i pellegrini. In questi ordini vi erano un numero relativamente esiguo di sacerdoti e un gruppo più ampio di laici, divisi tra quelli con incombenze di lavoro e quelli con compiti militari. A seconda della zona di Gerusalemme dove avevano scelto la propria sede operavano i Cavalieri templari, i Cavalieri del Santo Sepolcro e gli Ospitalieri, ai quali si aggiunsero poi i Cavalieri di Santa Maria, che, essendo quasi tutti di nazionalità germanica, vennero poi indicati come Cavalieri Teutonici.
Questi monaci armati non mancarono di generare perplessità nel mondo cristiano, ma grazie all'intervento di Bernardo di Clairvaux (fautore dell'improvvida seconda crociata), che ne sostenne la legittimità come "milizia" per la Chiesa, essi ricevettero il beneplacito generale, anche per la disciplina virtuosa che inculcarono ai frequentemente ribelli milites. Nonostante il quartier generale fosse a Gerusalemme, compravano molte terre e castelli che i proprietari non potevano più permettersi di mantenere. Questi Ordini, comunque, non erano sotto il controllo del re, ma del Papa: erano praticamente autonomi e in teoria non avevano alcun obbligo di difesa, anche se parteciparono a tutte le maggiori battaglie. Un aspetto particolare riguardava l'Ordine di San Lazzaro. Dal principio costituito dai lebbrosi rimasti in vita, oltre a gestire diversi lazzaretti si trasformarono col tempo in autentici guerrieri, divenendo noti per occupare le prime file durante la carica in battaglia.
Gli ordini religioso-militari ebbero un ruolo di primo piano anche nell'edilizia e nell'organizzazione del territorio, con una notevole attività di edificazione (soprattutto fortezze e ospedali). Grazie alle cospicue donazioni di beni mobili e immobili divennero presto ricchissimi e si sparsero con molteplici sedi in tutta la cristianità. Inoltre alcuni, come i templari, intrapresero delle attività bancarie con servizi anche piuttosto moderni, come le lettere di cambio (una sorta di ricevute di deposito autenticate dai sigilli dell'ordine che permettevano, senza spostamento fisico del contante, la riscossione a vista delle somme in qualsiasi sede dell'ordine), che permisero una rivoluzione nel campo del commercio che non mancò di essere vista con sospetto.
La residenza in città dei nobili dava loro un'influenza maggiore sul sovrano che in Europa. Essi formavano l'Alta Corte di Gerusalemme una prima specie di parlamento che andava sviluppandosi anche in Occidente. Vi partecipavano i vescovi e i nobili di maggiore importanza, e aveva il compito di confermare l'elezione regia, approvarne le richieste di finanziamenti e radunare l'esercito.
L'organizzazione religiosa "latina" non soppiantò le diocesi di rito greco-ortodosso, ma le affiancò mantenendosi separata.
Le fonti più importanti per la vita nel regno di Gerusalemme sono Guglielmo di Tiro e Usama ibn Munqidh, rispettivamente dal punto di vista cristiano e musulmano.
I feudi del regno maggiormente rappresentativi furono quelli di: Montreal, Crac di Moab, Ascalona, Hebron, Blanchegarde, Ibelin, Giaffa, San Giorgio di Lidda, Arsuf, Beisan, Cesarea, Nazaret, Haifa, S. Giovanni d'Acri, Scandelion, Tiro, Beaufort, Sidone, Beirut.

## Metà del XII secolo
L'affermazione dei Franchi in Terrasanta provocò un rapido risveglio dei potentati musulmani locali, che, riavutisi dalla sorpresa, iniziarono a riorganizzarsi per il contrattacco. Spesso gli occidentali in Palestina chiedevano aiuto militare all'Europa, che veniva concesso soprattutto dalle città marinare (in prima linea Genova e Pisa, un po' più tardi anche Venezia). I crociati, resisi conto delle rivalità tra sunniti di Baghdad e ismailiti sciiti del Cairo, che proprio nella zona siro-irachena avevano un confine non ben delimitato, iniziarono a sfruttare le rivalità del nemico, e grazie alle flotte provenienti dall'Italia riuscirono a conquistare gradualmente tutta la costa del mar di Levante, da Alessandretta a Suez. anche l'entroterra venne gradualmente ampliato, fino all'estrema enclave a est rappresentata dalla fortezza di Kerak. Le strade erano comunque insicure e la guerriglia musulmana costante.
A Baldovino II succedette nel 1131 la figlia Melisenda, che governò insieme al marito Folco d'Angiò. Durante il loro regno Gerusalemme conobbe la sua massima espansione economica e culturale, testimoniata dal Salterio di Melisenda, commissionato tra 1135 e 1143. Folco, rispettato comandante, dovette affrontare un nuovo e più pericoloso nemico: Zengi, atabeg di Mosul. Anche se Folco riuscì a controllare l'antagonista per tutto il suo regno, Guglielmo di Tiro lo criticò per non aver protetto i confini con un'azione decisa. Folco morì in un incidente di caccia nel 1143, e Zengi (Zenki) ne approfittò occupando Edessa (1144): la caduta della città in mani turche fu un segnale d'allarme per tutto il regno. Zengi mirava a riunire sotto l'egida sunnita tutti gli emirati tra il mar di Levante e l'Eufrate, per questo guardava con sospetto anche al califfato sciita del Cairo.
Gli europei non seppero accorgersi di come il rafforzarsi del potere di Zengi fosse visto con preoccupazione e ostilità da parte degli altri potentati musulmani della zona: mentre si stava costituendo un fronte musulmano ostile a Zengi, un'alleanza cristiano-musulmana avrebbe forse permesso la salvezza del regno crociato. Però dal lato europeo troppi erano gli interessi contrapposti a un'eventuale alleanza con i musulmani (dalla memoria ancora viva dell'epopea del 1096-1099 alla volontà della stessa Chiesa romana), che diffusero una visione schematica dell'Islam come blocco compatto e in antitesi al cristianesimo.

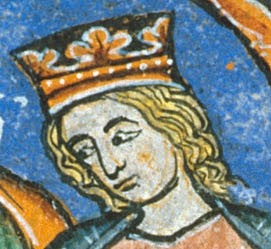
La regina Melisenda

La regina Melisenda, ora reggente per suo figlio Baldovino III, nominò un nuovo connestabile, Manasse di Hierges, per sostituire Folco alla guida dell'esercito, e una seconda crociata fu indetta nel 1147: dopo un nuovo appello di papa Eugenio III, i re europei guidati da Luigi VII di Francia (accompagnato da Eleonora d'Aquitania) e da Corrado III di Svevia si erano infatti imbarcati con le truppe al seguito per la Terra Santa. Riunitisi a Tripoli (nell'attuale Libano), invece di chiudere il fronte nord-orientale verso Edessa, decisero di aprirne uno nuovo, attaccando l'amichevole Emirato di Damasco, visto come un obiettivo semplice e ricchissimo, nonostante un trattato di pace tra Gerusalemme e Damasco in chiave anti-Zengi.
Questo era in diretta opposizione alla presa di posizione di Melisenda e Manasse, dato che essi, come altri Stati crociati, vedevano in Aleppo il modo più opportuno per la riconquista di Edessa. Inoltre il re francese, ascoltando alcuni pessimi consiglieri, aveva mancato di accordarsi con il re di Sicilia Ruggero II e con Manuele Comneno, che non diedero alcun sostegno materiale o militare. La crociata si risolse con la sconfitta nel 1148, dopo un lungo e rovinoso assedio a Damasco. Le truppe europee andarono via in un clima di malcontento e rivendicazioni reciproche, lasciando strascichi di malumore tra i baroni "franco-siriaci" e facilitando la successiva riscossa musulmana.
Melisenda fu reggente fino a quando fu messa da parte dal figlio Baldovino III nel 1153, ma poi la nominò propria vicaria e primo consigliere l'anno successivo. Baldovino III conquistò Ascalona ai Fatimidi, l'ultimo baluardo egiziano in Palestina. Nel frattempo però la situazione dei crociati era peggiorata, perché Norandino, figlio di Zengi, aveva unificato la Siria musulmana impossessandosi di Damasco.
Baldovino III morì nel 1162, un anno dopo sua madre Melisenda, e gli succedette il fratello Amalrico I. Il suo regno fu dedicato alla competizione con Norandino e il suo astuto subordinato Saladino per il controllo dell'Egitto. Nonostante il supporto dell'imperatore bizantino Manuele I Comneno, Amalrico in definitiva fallì nel suo intento. La sua morte e quella di Norandino nel 1174 diedero a Saladino la supremazia assoluta sull'area.

## Crollo e recupero
I territori vicino-orientali nel frattempo erano stati progressivamente conquistati dal Saladino, inizialmente in veste di obbediente vassallo di Norandino. Pose anche fine all'ormai esangue Imamato fatimide, nel suo ruolo di wāsiṭa, divenendo padrone così dell'Egitto e riuscendo a ricomporre la plurisecolare frattura tra sunniti e sciiti nella regione, con l'imposizione di un unico governo sunnita tra Siria ed Egitto. A questo punto egli poté maturare l'idea di riprendersi la Palestina e la costa levantina per dare continuità territoriale ai suoi possedimenti e accerchiare Outremer.
Il regno di Gerusalemme era invece caratterizzato dai disordini e dalla disobbedienza dei vari signori al re. La successione regale era resa incerta e complicata da intrighi di corte, mentre ciascun feudatario sviluppava rivendicazioni ereditarie al proprio incarico; gli ordini religioso-militari erano spesso contrapposti l'uno all'altro, così come le città marinare che fornivano le flotte ai crociati (Pisa contro Genova contro Venezia). Il precario equilibrio poteva reggere solo fintanto che anche nel campo avversario fossero persistite analoghe frammentazioni, ma grazie al Saladino gli islamici vennero compattati e si prepararono all'attacco. Due erano le fazioni tra i nobili di Terra Santa: una comprendeva l'aristocrazia di vecchia data (come gli Ibelin o i principi di Tiberiade) che desideravano il mantenimento dello status quo, con l'invio di truppe dall'Europa, ma senza interventi drastici come quello del 1148; l'altra era composta dai principi arrivati di recente che erano favorevoli a uno scontro col Saladino, il cui esito positivo avrebbe comportato nuove conquiste e possibilità di arricchimento. Appartenevano alla seconda fazione alcuni facinorosi come Rinaldo di Châtillon, signore dell'Oltregiordano e della fortezza di Kerak, e il Gran Maestro dei Templari Gerardo di Ridefort, che con azioni repentine cercavano di far precipitare la situazione stimolando l'attacco avversario.

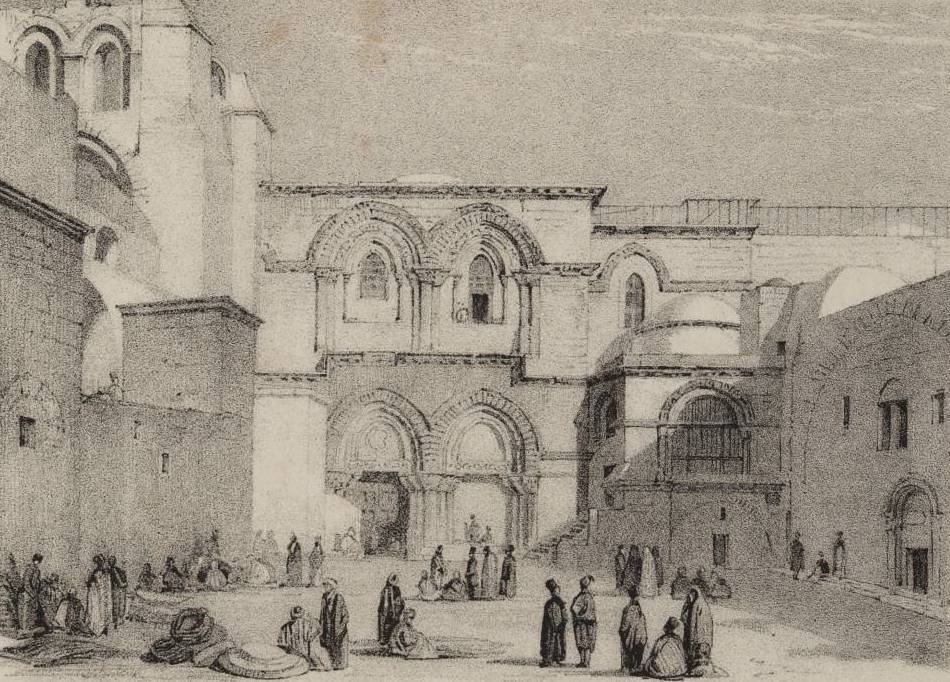
La Basilica del Santo Sepolcro, luogo di sepoltura dei re di Gerusalemme

Ad Amalrico succedette il giovane figlio Baldovino IV, che in giovanissima età fu scoperto essere lebbroso. Durante il suo regno cominciò il collasso interno dello Stato, con la formazione di fazioni a lui avverse: una comandata da suo cugino, il conte Raimondo III di Tripoli, composta da nobili, e una guidata dal suo cognato, Guido di Lusignano, supportato dalla famiglia reale e dai recenti personaggi arrivati nel regno. Nonostante ciò Baldovino seppe sia tenere a bada il Saladino, sia dominare le rivalità e gli intrighi che lo circondavano.
Baldovino IV morì nel 1185 e gli succedette Baldovino V, figlio ancora infante di sua sorella Sibilla. Baldovino V scomparve entro l'anno e il governo passò a Sibilla e a suo marito Guido di Lusignano, il quale si dimostrò un uomo di Stato non accorto.

### Perdita di Gerusalemme
Il suo alleato Rinaldo di Châtillon provocò esplicitamente Saladino fino alla guerra aperta, tanto che nel 1187 attaccò e conquistò la Siria; l'esercito regio, mossosi da Gerusalemme verso nord per contrattaccare, fu sconfitto durante la battaglia di Hattin, nella quale vennero catturati sia il re Guido, sia il Gran Maestro templare, che furono usati come ostaggi da rilasciare in cambio della consegna di alcune piazzeforti. Baliano d'Ibelin sopravvisse alla battaglia e organizzò una successiva difesa della città. La reliquia della vera Croce, portata in battaglia dai franchi come miracolosa insegna, fu presa e distrutta.
Saladino decapitò di propria mano Rinaldo di Châtillon, adempiendo il voto solenne che aveva espresso per vendicare una carovana di pellegrini musulmani diretti alla Mecca spietatamente trucidati da Rinaldo. Tutti gli Ospitalieri e i Templari imprigionati vennero uccisi, perché la loro regola vietava di pagar riscatti per la liberazione e imponeva ai guerrieri liberati di tornar subito a combattere. 
La strada per Gerusalemme era ormai aperta per Saladino, ed egli pose l'assedio alla città ma non ebbe bisogno di espugnarla: il suo difensore, Baliano d'Ibelin, ebbe la saggezza di negoziare una resa onorevole in cambio di un'evacuazione ordinata degli occidentali che vi erano asserragliati, i quali vennero fatti uscire e imbarcare senza subire perdite. Il Saladino entrò trionfante nella città il 2 ottobre 1187.
Nel giro di pochi mesi Saladino conquistò l'intero regno, a eccezione del porto di Tiro, difeso abilmente da Corrado del Monferrato.

## La terza crociata
La caduta di Gerusalemme scosse l'intera Europa, facendo promulgare a papa Gregorio VIII, da Ferrara, la bolla Audita tremendi, con la quale incitava una nuova spedizione. Era la terza crociata, alla quale parteciparono, questa volta, i principali monarchi europei: Federico Barbarossa, che morì in Anatolia pare affogando in un fiume, Filippo II Augusto, re di Francia e Riccardo Cuor di Leone, re d'Inghilterra.
Grazie agli sforzi di Riccardo Cuor di Leone (Riccardo I Plantageneto), fu ottenuto almeno un risultato positivo: la riconquista di San Giovanni d'Acri, che divenne la nuova capitale del regno. Dopo la battaglia di Arsuf fu siglata col Saladino la pace di Ramla del 1192.
Corrado del Monferrato sposò Isabella, figlia di Amalrico I, e fu eletto re di questo Stato disastrato, ma fu ucciso da un fida'i (noti in Occidente come hashshashin) quasi immediatamente. Isabella fu data nuovamente in moglie a Enrico II di Champagne. Nel 1192 il re d'Inghilterra decise di ritornare in patria, dopo essere riuscito a strappare Cipro a Isacco Comneno di Cipro. In seguito cedette l'isola ai templari, che la vendettero a Guido di Lusignano. Quest'ultimo, che era stato privato della corona di Gerusalemme, ottenne come compensazione il titolo di re di Cipro. La sua dinastia regnò sull'isola per i successivi tre secoli, rivendicando al contempo il rango di sovrani di Gerusalemme.

## Agonia del regno

Le incursioni mongole in Palestina del 1260.

Per tutto il secolo successivo il regno di Gerusalemme sopravvisse come un piccolo Stato sulla riva palestinese, con la capitale a San Giovanni d'Acri, e poche altre città importanti (Tiro e Beirut), oltre alla sovranità su Tripoli e quella contestata su Antiochia. Fu programmata una quarta crociata dopo il fallimento della terza, ma essa fu deviata su Costantinopoli, saccheggiata nel 1204, e nessuno dei partecipanti arrivò mai in Terra Santa.
Isabella e il suo ultimo marito, Amalrico II di Lusignano, morirono nel 1205, e il regno fu nuovamente messo nelle mani di una bambina, la figlia di Isabella e Corrado, Maria del Monferrato. La giovane fu quindi data in sposa a un cavaliere esperto e sessantenne, Giovanni di Brienne, che riuscì ad assicurare la sopravvivenza del reame. La speranza di riprendere Gerusalemme ai musulmani diminuiva anno dopo anno e il fatto che i musulmani non avessero né impedito né ostacolato il flusso dei pellegrini cristiani ai luoghi santi aveva allentato la necessità di intervento.
Un nuovo piano tentò la riconquista di Gerusalemme attraverso l'Egitto, durante la quinta crociata contro Damietta del 1217: i crociati pensavano che occupando il prezioso scalo commerciale portuale avrebbero potuto trattare uno scambio con la Città Santa, ma si rivelò un fallimento.
Nel 1229 l'imperatore Federico II, titolare del regno per il suo matrimonio con l'erede Isabella II, riuscì a recuperare Gerusalemme attraverso la pace di Giaffa col sultano ayyubide al-Malik al-Kamil (la "sesta crociata"). Gerusalemme venne ceduta con la cinta muraria smantellata e quindi indifendibile; tra il 1240 e il 1290 si sperò poi in un soccorso da parte della nuova potenza tartara. Nel 1244 le truppe disperse dei kwarizmiani (quanto rimaneva dell'enorme esercito annientato dai Mongoli) riprendevano Gerusalemme, che era ancora abbattuta secondo l'accordo tra Federico II e il sultano egizio: in quell'occasione vennero definitivamente cacciati o uccisi tutti i cristiani che vi abitavano. L'equilibrio della zona venne ulteriormente sconvolto e rovesciato con la presa di potere dei mamelucchi, che esautorarono i loro signori ayyubidi in Egitto con l'aiuto dei partecipanti alla settima crociata (di nuovo guidata da Luigi IX di Francia) e la conquista di Baghdad da parte dei Mongoli, che uccisero l'ultimo califfo abbaside.
Nel periodo compreso tra 1229 e 1268 il re di Gerusalemme risiedette in Europa dove aveva un altro dominio più esteso e di maggior interesse di cui occuparsi, ed era sostituito da un reggente. Il titolo fu ereditato da Corrado IV, figlio di Federico II e Iolanda di Gerusalemme, e più tardi da suo figlio Corrado.
Nel 1274 papa Gregorio X valutò la fattibilità e la possibilità di vittoria di una nuova spedizione, dando origine all'interessante letteratura del De recuperatione Terrae Sanctae, ricca di nozioni geografiche, logistiche, strategiche, economiche e finanziarie (tra i più famosi autori vi furono Jacques de Molay, Pietro Dubois, Benedetto Zaccaria, Marin Sanudo il vecchio e Raimondo Lullo).
Negli anni seguenti le speranze dei crociati erano rivolte ai mongoli, i quali pareva simpatizzassero per i cristiani. Essi invasero la Siria molte volte, ma furono ripetutamente sconfitti dai mamelucchi che si vendicarono sull'inerme regno di Gerusalemme, strappandogli le città rimanenti una per una, fino alla caduta di Acri nel 1291, a opera del Sultano mamelucco Al-Ashraf Khalil.
In seguito a questo evento il regno cessò di esistere sul continente, ma il titolo di sovrano di Gerusalemme fu rivendicato dai Lusignano re di Cipro, che per anni avevano cercato di pianificare la riconquista della Terra Santa. Per i sette secoli successivi alla caduta dello Stato, alcune fra le più importanti casate europee reclamarono la corona titolare di Gerusalemme. Fra le altre, Casa Savoia si fregiava dei titoli di Re di Gerusalemme, Cipro e Armenia, per successione dei Lusignano.
I sovrani di Casa Savoia hanno continuato a pretendere i troni dei regni crociati, usando i relativi titoli reali insieme a quelli di "Re di Sardegna, Duca di Savoia ecc. ecc. ecc.", fino alla proclamazione del Regno d'Italia.
In realtà il titolo passò dalla regina Caterina Cornaro alla Repubblica di Venezia quando tornò in patria e donò il regno nel 1489. Il doge veneto da questo momento detenne il titolo di monarca del regno di Cipro, Gerusalemme ed Armenia.

## Cronotassi dei regnanti
- Re di Gerusalemme